# ユニオン郡 (ケンタッキー州)

ケンタッキー州内の位置

ユニオン郡（Union County）は、アメリカ合衆国ケンタッキー州内に位置する郡である。人口は15,637人（2000年）。郡庁所在地はモーガンフィールドである。

## 地理
アメリカ合衆国統計局によると、この郡は総面積941 km2 (363 mi2) である。このうち894 km2 (345 mi2) が陸地で47 km2 (18 mi2) が水地域である。総面積の5.04%が水地域となっている。

### 隣接する郡
- ポージー郡 (インディアナ州)  (オハイオ川を超えて、北)
- ヘンダーソン郡  (北東)
- ウェブスター郡  (南東)
- クリッテンデン郡  (南)
- ハーディン郡 (イリノイ州)  (オハイオ川を超えて、西)
- ギャラティン郡 (イリノイ州)  (オハイオ川を超えて、北西)

## 人口動勢
2000年国勢調査で、この郡は人口15,637人、5,710世帯、及び4,082家族が暮らしている。人口密度は17/km2 (45/mi2) である。7/km2 (18/mi2) の平均的な密度に6,234軒の住宅が建っている。この都市の人種的な構成は白人85.04%、アフリカン・アメリカン12.89%、先住民0.17%、アジア0.15%、太平洋諸島系0.00%、その他の人種0.39%、及び混血1.37%である。ここの人口の1.56%はヒスパニックまたはラテン系である。
この郡内の住民は25.30%が18歳未満の未成年、18歳以上24歳以下が13.80%、25歳以上44歳以下が25.50%、45歳以上64歳以下が22.50%、及び65歳以上が12.90%にわたっている。中央値年齢は34歳である。女性100人ごとに対して男性は101.80人である。18歳以上の女性100人ごとに対して男性は99.30人である。
この郡内の世帯ごとの平均的な収入は35,018米ドルであり、家族ごとの平均的な収入は43,103米ドルである。男性は30,244米ドルに対して女性は20,817米ドルの平均的な収入がある。この郡の一人当たりの収入 (per capita income) は17,465米ドルである。人口の17.70%及び家族の9.30% は貧困線以下である。全人口のうち18歳未満の18.30%及び65歳以上の11.70%は貧困線以下の生活を送っている。

## 都市及び町
- モーガンフィールド（郡庁所在地）
- ユニオンタウン
- Breckinridge Center
- Sturgis
- Waverly